# Jules Chéret
Jules Chéret (Parigi, 1º giugno 1836 – Nizza, 23 settembre 1932) è stato un pubblicitario e pittore francese.
È il padre del manifesto moderno. Nell'arco della sua carriera arrivò a realizzare oltre un migliaio di cartelloni pubblicitari. I soggetti femminili furono tra i suoi prediletti e impiegò con particolare abilità la tecnica della litografia.

## L'opera

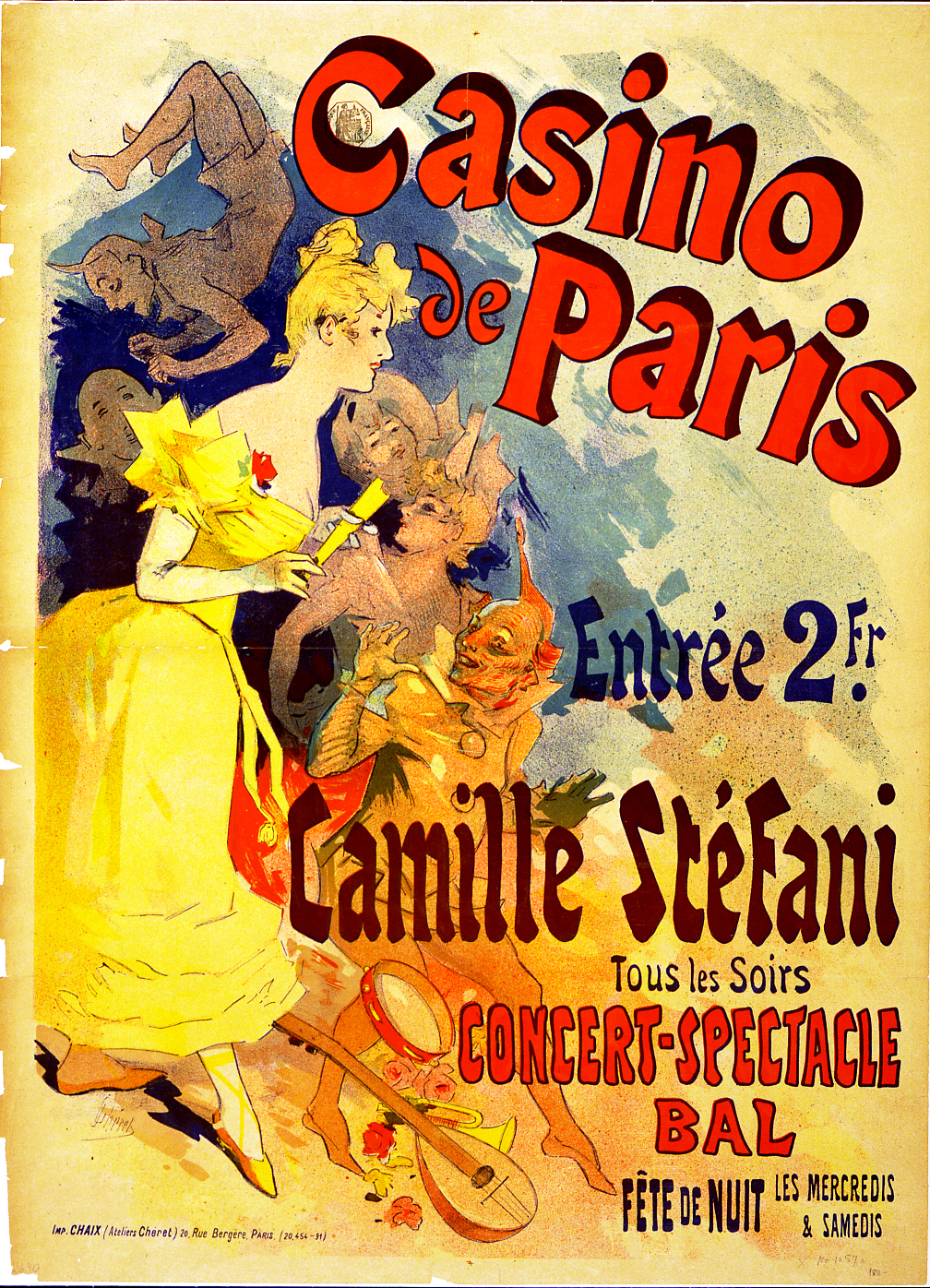
Chéret: manifesto per lo spettacolo della vedette Camille Stéfani al locale Casino de Paris (1891). Un esempio di pubblicità in cui i protagonisti sono le maschere.

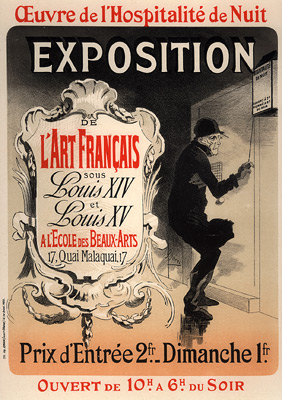
Chéret: manifesto per l'apertura serale de L'École des Beaux Arts (1888). Qui è evidente l'impiego dell'umorismo: un ladro infreddolito suona al campanello del museo nel cuore della notte.

Jules Chéret fu un grande estimatore di Giambattista Tiepolo, Antoine Watteau e William Turner.
I suoi manifesti sono caratterizzati da un linguaggio essenziale e il suo stile è riconducibile alle ricerche artistiche più avanzate di fine Ottocento, tra Postimpressionismo e Art Nouveau.
Chéret è considerato il padre del manifesto moderno per vari motivi:
- perché fu tra i primi a comprendere l'importanza dell'immagine a scapito del testo per un medium quale il manifesto, che doveva essere appeso in luoghi di passaggio e aveva quindi, di solito, pochissimo tempo a disposizione per essere letto;
- perché riuscì a portare la tecnica della litografia da un livello artigianale ad uno artistico, in particolare fu tra i primi a puntare sulla cromolitografia, e quindi sul colore, come tecnica per realizzare i propri lavori;
- ma anche per il fatto che protagonisti dei suoi manifesti furono le figure femminili, le cosiddette Chérettes (proprio perché caratteristiche di Cherét), e che possono essere considerate le antenate delle attuali modelle della pubblicità.

Tra le sue opere più celebri: Papier e cigarettes Job (1899), La Loïe Fuller (1893), Saxoléine (1895), Lidia (1895), Palais de glace Champs-Elysées (1894), e i primi manifesti del Moulin Rouge (1889).

## Biografia

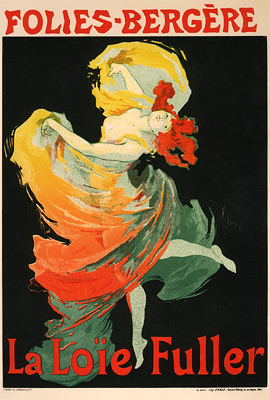
Chéret: manifesto per lo spettacolo della vedette Loïe Fuller al locale Folies Bergère (1893). Una delle opere più celebri.

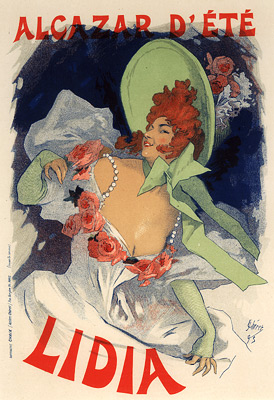
Chéret: manifesto per lo spettacolo della vedette Lidia al locale Alcazar d'Été (1895). Una delle opere più celebri.

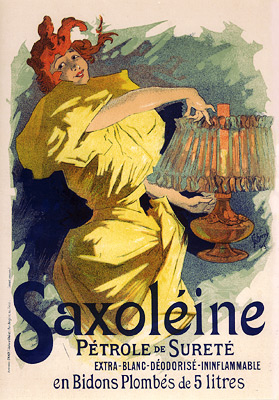
Chéret: manifesto per il petrolio per lampade Saxoléine (1895). Una delle opere più celebri.

### Apprendista
Figlio di un tipografo, Chéret impara l'arte della stampa a partire dall'età di tredici anni. Tra il 1849 e il 1852 è apprendista presso un produttore di litografie: il suo lavoro consiste sostanzialmente nello scrivere al contrario sulla pietra per poter poi stampare volantini, partecipazioni, biglietti da visita e piccoli manifesti. Un lavoro piuttosto meccanico che alterna però con lo studio dei capolavori del Louvre nel tempo libero.
Nel 1853 si iscrive all'École National de Dessin e frequenta la classe di Horace Lecoq de Boisbaudran. Da Lecoq apprende l'arte di disegnare a memoria, e cioè sfruttando le immagini rievocate mentalmente di oggetti precedentemente analizzati dal vero. Approfondisce lo studio delle figure in movimento. Acquisisce l'abitudine a disegnare sempre e comunque, ogni giorno, esercizio questo che porterà avanti per tutta la vita. Trasfigurazione, movimento e morbidezza del tratto saranno poi caratteristiche peculiari dell'opera di Chéret. E la distorsione dei corpi in molte delle sue opere sarà ardita a tal punto che i suoi detrattori lo accuseranno di non conoscere l'anatomia.
Nel 1854 decide di partire per Londra in cerca di fortuna, ma riesce solo a disegnare un catalogo illustrato di mobili per la Maple Forniture Company, e sei mesi più tardi è già di ritorno a Parigi.
Nel 1858 realizza il suo primo lavoro importante: il musicista Jacques Offenbach gli commissiona il manifesto per la sua operetta Orphée aux Enfers. Quella che sembrerebbe una svolta in realtà non ha seguito, e Chéret decide di ritentare con l'Inghilterra. Nuovamente a Londra conosce una famiglia di clown. Ed è proprio grazie a questa amicizia che l'artista parigino si appassiona al teatro, alla finzione scenica e ai travestimenti. I costumi teatrali rimarranno poi tra gli oggetti tipici del suo atelier, che farà indossare a modelle e ad amici prima di essere ritratti. Ma anche Pierrot, Arlecchini e Colombine, protagonisti di molti dei suoi manifesti, sono da ricondurre a questa passione maturata durante la stagione londinese.
Entrato nell'ambiente dei teatranti riesce quindi a realizzare piccole affiches per il circo, il music-hall e l'opera lirica. Alcune di queste vengono notate e apprezzate da un farmacista del posto che decide di commissionargli le illustrazioni per una sua biografia dedicata al celebre profumiere francese Eugène Rimmel. Grazie a questo lavoro Chéret riesce a conoscere Rimmel in persona e a farci amicizia. Eugène Rimmel rappresenterà poi una figura chiave nella vita di Chéret. 
Grazie a Rimmel potrà realizzare molte delle etichette dei prodotti della House of Rimmel, e si appassionerà ai fiori (l'elemento floreale si ritroverà spesso nella sua successiva produzione artistica, e quindi non solo perché erano gli anni del Liberty).
Grazie a Rimmel potrà viaggiare, al suo seguito, e visitare la Tunisia, Malta e soprattutto l'Italia, luogo questo dove maturerà l'amore per il Correggio ma ancor di più per il Tiepolo.
Ed è ancora grazie a Rimmel che Chéret potrà aprire la sua stamperia, di ritorno a Parigi, nel 1866.

### Cartellonista
Il primo manifesto a uscire dalla sua nuova stamperia di rue Sainte Marie è Biche au Bois, seguito a breve distanza dal Bal Valentino. Già in questi primissimi lavori del 1866, sebbene cromaticamente tenui rispetto alla produzione successiva, si riassume l'eclettismo culturale di Chéret accumulato negli anni precedenti e che maturerà poi negli anni successivi.
Particolarmente emblematico è il manifesto per un'operetta di Offenbach (La Vie Parisienne): dalla struttura complessa, con molte figure disposte su più piani, Chéret organizza varie scenette che rappresentano altrettanti momenti dell'opera musicale. Se da un lato il manifesto ricorda a tratti le illustrazioni dei libri per bambini o la satira inglese dell'epoca, dall'altro presenta però molte di quelle che rimarranno componenti caratterizzanti i lavori di Chéret:
il turbinio dei ballerini, i sorrisi ghignanti dei soggetti maschili, la bellezza e la leggiadria dei soggetti femminili, gli gnomi barbuti e i bimbi travestiti,
ma più in generale la presenza di "figure chiave", cioè elementi simbolicamente rappresentativi, che andranno poi a delinearsi e ad acquistare sempre più importanza nelle opere successive.
Nel manifesto del 1871, sempre per un'operetta di Offenbach (Boule de Neige), la rappresentazione di un'umanità bestiale è ancor più evidente. Ma soprattutto in questa litografia compare un altro degli elementi caratteristici di Chéret: l'umorismo (nel caso specifico la presa in giro dei militari). Tuttavia è opportuno puntualizzare che, più in generale, se uno dei tratti peculiari della retorica di Chéret sarà costituito dalla comicità e talvolta dall'ironia, quasi mai egli si spingerà fino al sarcasmo.
Altro elemento ancora, caratterizzante l'opera di Chéret, e che farà la sua comparsa da lì a poco è la rappresentazione della città di Parigi: da un lato ammaliante e coinvolgente, dall'altro ingiusta e paradossale.
Sempre in questi primi lavori sono ravvisabili influenze di Honoré Daumier, Gustave Doré, William Blake e Grandville, e che in maniera più o meno latente rimarranno parte dello stile di Chéret.
In particolare è a partire dalla lezione di Grandville, relativa al problema del rapporto tra scrittura e illustrazione, che Chéret arriverà successivamente al ribaltamento del canone allora vigente per quanto riguarda la composizione dei cartelloni pubblicitari.
Se fino all'epoca i manifesti erano perlopiù costituiti da testi scritti, arricchiti da decorazioni e talvolta da qualche immagine, in Chéret la parte figurativa acquista il ruolo di protagonista, sebbene egli non riuscirà mai a raggiungere una compiuta sintesi tra testo e immagine.
I manifesti di Chéret ebbero un successo notevole, non solo per il loro valore artistico o per il fatto che rappresentassero un'assoluta novità per quei tempi, ma soprattutto perché, puntando sull'immagine, erano fruibili da chiunque, anche da chi non sapeva né leggere né scrivere (ovvero una parte considerevole della popolazione più povera). Questa idea, in verità, non faceva altro che recuperare il senso primario della pittura, con la differenza però che qui non si trattava di singoli dipinti ma di riproduzioni in serie in grado di tappezzare (letteralmente) un'intera città. 
Riempire le strade della Parigi del secondo Ottocento di "belle ragazze colorate e seducenti" rappresentava uno dei segni di quel progresso che all'epoca avrebbe dovuto accomunare tutti quanti, perlomeno a livello illusorio. Chéret a sua volta influenzò e convinse un altro maestro dei manifesti: il pittore Albert Guillaume.

### Direttore artistico

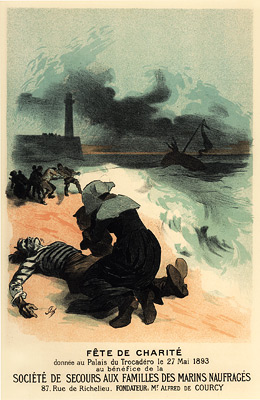
Chéret: manifesto per una raccolta fondi a favore delle famiglie delle vittime del mare (fine Ottocento). Un esempio di pubblicità a carattere drammatico.

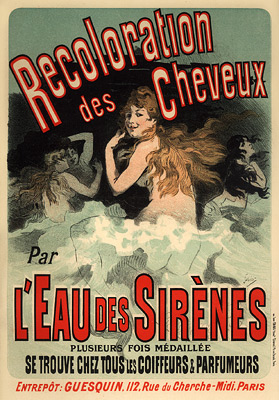
Chéret: manifesto per una tintura per capelli (fine Ottocento). Un esempio di pubblicità erotica.

Nel 1881 Cherét cede la sua stamperia alla Imprimerie Chaix, della quale però diventa direttore artistico. Paradossalmente è proprio grazie a questo passaggio di ruolo che Chéret può dedicarsi liberamente alla sua arte (potendo così lasciar da parte, ad esempio, tutte le questioni burocratiche e amministrative che comportava il lavorare in proprio). E infatti la sua produzione ha un incremento notevole.
In questi anni, ormai famoso, Chéret può vantare commissioni continue e sempre più prestigiose. Ciò da un lato lo costringe a lavorare senza sosta, ma dall'altro gli permette anche di condurre una vita piuttosto agiata: sistema il suo studio nei pressi del Bois de Boulogne; acquista prima una casa in Bretagna, e poi una a Nizza; frequenta i locali del Moulin Rouge, del Moulin de la Galette, del Jardin de Paris, le piste di pattinaggio e i teatri; si dedica alla scherma.
Descritto come avvenente e cordiale, di giorno era un lavoratore instancabile, ma di sera si concedeva alla vita sociale parigina della Belle époque. Quest'ultimo è un aspetto importante, perché, a differenza di altri artisti suoi contemporanei, che solitamente partecipavano a queste attività condividendole entro un certo margine (Henri de Toulouse-Lautrec, Édouard Manet, André Gill), Chéret raccontava nei suoi manifesti di mondi nei quali era integrato.
Chéret credeva nel manifesto e nella sua forza come mezzo di comunicazione, e cercò, attraverso di esso, di rappresentare a pieno lo spirito del suo tempo.
Considerò il manifesto come un'opera-prodotto in grado di conciliare valori estetici, sperimentazione tecnica ed efficacia pubblicitaria.
Reputava i commercianti i suoi veri e competenti critici.
Sosteneva che un manifesto doveva essere ben visibile; doveva sedurre al primo sguardo; doveva essere al contempo piacevole, in grado di catturare l'attenzione e in grado di far decidere; doveva avere la capacità di comunicare in un attimo ad un viandante che passava di fretta.
Il mondo di Chéret è quasi sempre ebbrezza, incanto, gioia di vivere, sogno, emozione, bellezza, sensualità, erotismo. Almeno in apparenza. Da questo punto di vista, però, non va dimenticato il fatto che si sta parlando di réclame.
A Cherét si rivolsero, ad esempio, anche scrittori come Émile Zola e artisti come Georges Seurat o Leonetto Cappiello per avere ben altre prospettive del mondo, sebbene egli non amasse molto i soggetti drammatici. E difatti questa produzione è decisamente minoritaria rispetto a quella che invece rappresenta "il lato bello della vita".

### Pittore

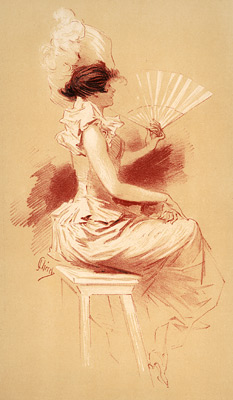
Chéret: "Donna con ventaglio" (1896). Un'opera rappresentativa dell'ultimo periodo.

Chéret, oramai sessantenne, va progressivamente abbandonando la pubblicità per dedicarsi esclusivamente alla pittura e al disegno. In particolare intraprende l'attività di decoratore. E lo fa da un lato riproponendo sostanzialmente quanto appreso nella sua lunga carriera di cartellonista, ma dall'altro ispirandosi ad alcuni dei suoi artisti preferiti di sempre, in particolare il Tiepolo e Watteau.
Verso i primi del Novecento si stabilisce definitivamente in Costa Azzurra, nella casa di Nizza, con la moglie Marie Alphonsine Creuzet. 
Tra i committenti più importanti di questo periodo c'è il barone Joseph Vitta. Per il barone, oltre a ritratti e opere di vario genere, realizzerà le decorazioni per alcune delle sue proprietà, in particolare le decorazioni parietali della villa La Sapinière a Évian (1895) e dell'Hotel Hèrmitage a Saint-Prix (1911).
Nel 1894 realizza le decorazioni per il celebre museo delle cere di Parigi (Musée Grévin). 
Tra il 1898 e il 1902 decora le sale del Municipio di Parigi.
Nel 1900 è di nuovo al Museo Grévin per realizzare i dipinti del sipario del piccolo teatro annesso al museo.
Tra il 1900 e il 1910 realizza i cartoni per gli arazzi de Le quattro stagioni.
Nel 1905 lavora per La Taverna di Parigi. Intorno al 1910 realizza le decorazioni per il salone delle feste della prefettura di Nizza.
Sebbene all'epoca tali opere furono considerate la parte più importante della carriera di Chéret, probabilmente anche per il fatto che il mestiere di grafico pubblicitario era ritenuto nettamente inferiore rispetto a quello di pittore, oggi Chéret è ricordato fondamentalmente per il ruolo chiave che ha avuto nella storia del manifesto e più in generale della pubblicità.
Rimasto vedovo e afflitto negli ultimi anni da una quasi totale cecità, 
Jules Chéret muore nel 1932, all'età di 96 anni.
Venne sepolto nel Cimitero di Saint-Vincent a Parigi.

## Innovazione nella tecnica della Cromolitografia

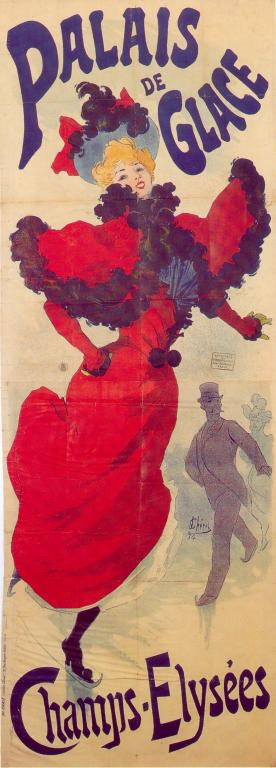
Chéret: manifesto per la pista di pattinaggio Palais de Glace agli Champs-Élysées (1894). Una delle opere più celebri.

Nella storia della cromolitografia, il primo grande maestro è stato Jules Chéret. Egli portò questa tecnica dal livello sperimentale a quello di vera e propria forma d'arte. Chéret, infatti, non si limitò semplicemente a creare versioni colorate delle classiche litografie in bianco e nero, ma per primo riuscì a piegare il procedimento ai fini della resa pittorica.
Consapevole dell'enorme difficoltà che comportava realizzare manifesti di grandi dimensioni con la pressa a braccia, escogitò un proprio metodo servendosi dei più moderni macchinari dell'epoca. Tale metodo può essere riassunto schematicamente nelle seguenti fasi:
- realizzazione di un bozzetto su carta, caratterizzato da disegno ben marcato, toni piatti e impiego dei soli colori primari (rosso, giallo, blu);
- realizzazione del disegno su pietra: una pietra per ciascuno dei colori primari con l'aggiunta di una pietra per i colori trasparenti, per un totale di quattro;
- stampa su carta a partire dalle quattro pietre.

Di per sé questo processo non ha niente di particolare. L'arte di Chéret, infatti, consisteva nell'intervenire in questi passaggi eliminando neri, sbavature, macchie e creando più livelli di colore in modo da dar vita a piani fluttuanti.
Così Chéret riusciva ad ammorbidire i profili e ad edulcorare l'effetto "meccanico" che questa tecnica di stampa tendeva a conferire al lavoro finito.
Egli, inoltre, spruzzava sulla pietra particelle finissime di pigmento di vari colori e le mescolava. Il risultato era rappresentato da una densità cromatica digradante.
Chéret riuscì ad ottenere effetti pittorici che fino ad allora erano considerati impraticabili con la tecnica della litografia a colori.

## Riconoscimenti
Chéret ebbe nella propria vita importanti riconoscimenti, in particolare: 
- 1878 - Medaglia d'argento all'Esposizione universale di Parigi
- 1899 - Medaglia d'oro all'Esposizione universale di Parigi
- 1890 - Cavaliere della Légion d'honneur, e numerosi riconoscimenti successivi
- 1926 - Grand'Ufficiale della Légion d'honneur

## Mostre
È opportuno premettere che Chéret non amò mai molto organizzare mostre. Questo è il motivo principale per cui, a fronte di una produzione imponente di lavori (solo i cartelloni pubblicitari furono 1069) e un consolidato prestigio ottenuto in vita, le mostre dedicate alla propria opera furono relativamente poche. Tra le più importanti è possibile citare: l'Esposizione universale del 1878; le mostre dei Pastellisti, degli Umoristi, nelle città di Gand, Parigi e Bourdeaux; Il Salon d'Automne a Parigi; la Triennale di Monza. Nel 1889 realizzò una personale alla Galerie du Théâtre d'Application. Ulteriori personali furono quella del 1912 al Pavillon de Marsan e quella del 1931 all'Hotel Charpentier, entrambe a Parigi. Nel 1933, all'indomani della sua morte, fu organizzata una retrospettiva al Salon d'Automne.

## Il Fondo Vitta e il Museo Chéret
Jules Chéret fu legato al barone Joseph Vitta, un ricco banchiere, da un'amicizia trentennale. Il barone sposò una delle modelle di Chéret, Malvine Bartassot. 
Una parte significativa delle opere di Chéret di proprietà del barone andarono a costituire il Fondo Vitta. 
In realtà tale fondo era composto, a sua volta, da varie parti.

Un primo nucleo era costituito da dipinti, pastelli, acquerelli guazzati, disegni e sculture che il barone commissionò o acquisto da Chéret. Tale nucleo fu donato dal barone alla città di Nizza al momento dell'istituzione del Musée des Beaux-Arts "Jules Chéret".

Un secondo nucleo era costituito invece da opere che il barone acquistò da Chéret perché raffiguravano la sua giovane moglie nuda, ed egli non voleva che circolassero. Tale nucleo rimase privato fino alla morte del barone, dopodiché passò nelle mani di vari eredi e fu progressivamente smembrato. Di questo secondo nucleo facevano parte, inoltre, opere di artisti quali ad esempio Jean-Louis-Théodore Géricault e Eugène Delacroix.